# Antonio Rivera Cabezas
Antonio Rivera Cabezas (12 de febrero de 1784 - 8 de mayo de 1851) fue uno de los próceres de la independencia de Guatemala, Licenciado en leyes, fungió como presidente (1830-1831) sucediendo al Doctor Pedro Molina Mazariegos. Sus logros más importantes se dieron en el campo de la educación, en donde implementó la enseñanza en el interior del país y no solo en la capital. También creó la dirección general de caminos y realizó el primer censo del país en el año de 1830.

## Biografía
El Licenciado Antonio Rivera Cabezas nació el 12 de febrero de 1784 en la ciudad de Guatemala. Ascendió al poder debido a las intrigas políticas en contra de Pedro Molina Mazariegos, la fecha en la que empezó sus funciones como jefe de Estado es el 9 de marzo de 1830, debido a intrigas políticas se vio obligado a renunciar a su cargo.
Entre sus cargos como político en Guatemala se encuentran, diputado provincial en el año de 1812, diputado al Congreso mexicano, durante la época de la anexión a México, Secretario de hacienda de la Federación en los años 1835 y 1837.
Cuando el régimen conservador se instaló en Guatemala, Antonio Rivera Cabezas sale al exilio encontrando refugio en México. Falleció el 8 de mayo de 1851. Su padre fue Mario José del Mar, y su madre fue María Flores del Campo.